# Al Hubbard
Allan ‘Al’ Hubbard (Californië, 26 mei 1915 - Fallbrook, Californië, mei 1984) was een Amerikaanse animator en striptekenaar.

## Biografie
Al Hubbard trad in 1937 als animator in dienst bij de Disney Studio’s, die na het succes van de film Sneeuwwitje tekenaars zochten voor hun volgende films Pinokkio, Bambi en Dombo. Waarschijnlijk werkte Hubbard aan deze films mee tot zijn ontslag in 1941 na deelname aan de zogenaamde Disney Animators Strike. Hij belandde daarna in Glendale, Californië, waar hij bijna tien jaar als striptekenaar werkte voor de studio van Jim Davis. In deze strips is de invloed van zijn verleden als animator duidelijk zichtbaar. Hij begon met nu onbekende personages als Spencer Spook en Wisby Wolf, maar tekende al in 1943 zijn eerste Disneyverhaal. In 1950 begon zijn samenwerking met de Western Printing&Lithography Company, waar hij verhalen tekende met personages van Warner Bros, Metro Goldwyn Mayer (o.a. Tom en Jerry) en Disney. Zijn expressieve, tekenfilmachtige manier van tekenen maakte hem bij uitstek geschikt om films tot strip te verwerken, wat hij dan ook gedaan heeft voor onder andere Jungle Book en De Aristokatten. Vanaf 1963 werkte hij bij het op de buitenlandse markt gerichte Disney Studio Program, waarvoor hij vooral verhalen over de Duckfamilie tekende. In samenwerking met Dick Kinney creëerde hij voor dit programma de personages Tobber (Donalds kat), de geheim agent 0.0.Duck en Donalds neef Diederik Duck.
- Bibsys: 10025760
- International Standard Name Identifier: 0000 0000 4029 1704
- Library of Congress Control Number: n91067856
- Nederlandse Thesaurus van Auteursnamen: 106588702
- Virtual International Authority File: 18861271
- WorldCat: E39PBJcR8JbF9PRBBTJDYDjXBP